# Rund um Dahlen
Rund um Dahlen ist eine Enduroveranstaltung, die seit 1955 regelmäßig in und um die Stadt Dahlen in Nordsachsen ausgetragen wird. Üblicherweise findet es an einem Wochenende im März oder Anfang April statt. Bis 1990 wurde die Veranstaltung unter der Bezeichnung Rund um den Collm ausgetragen.

## Geschichte

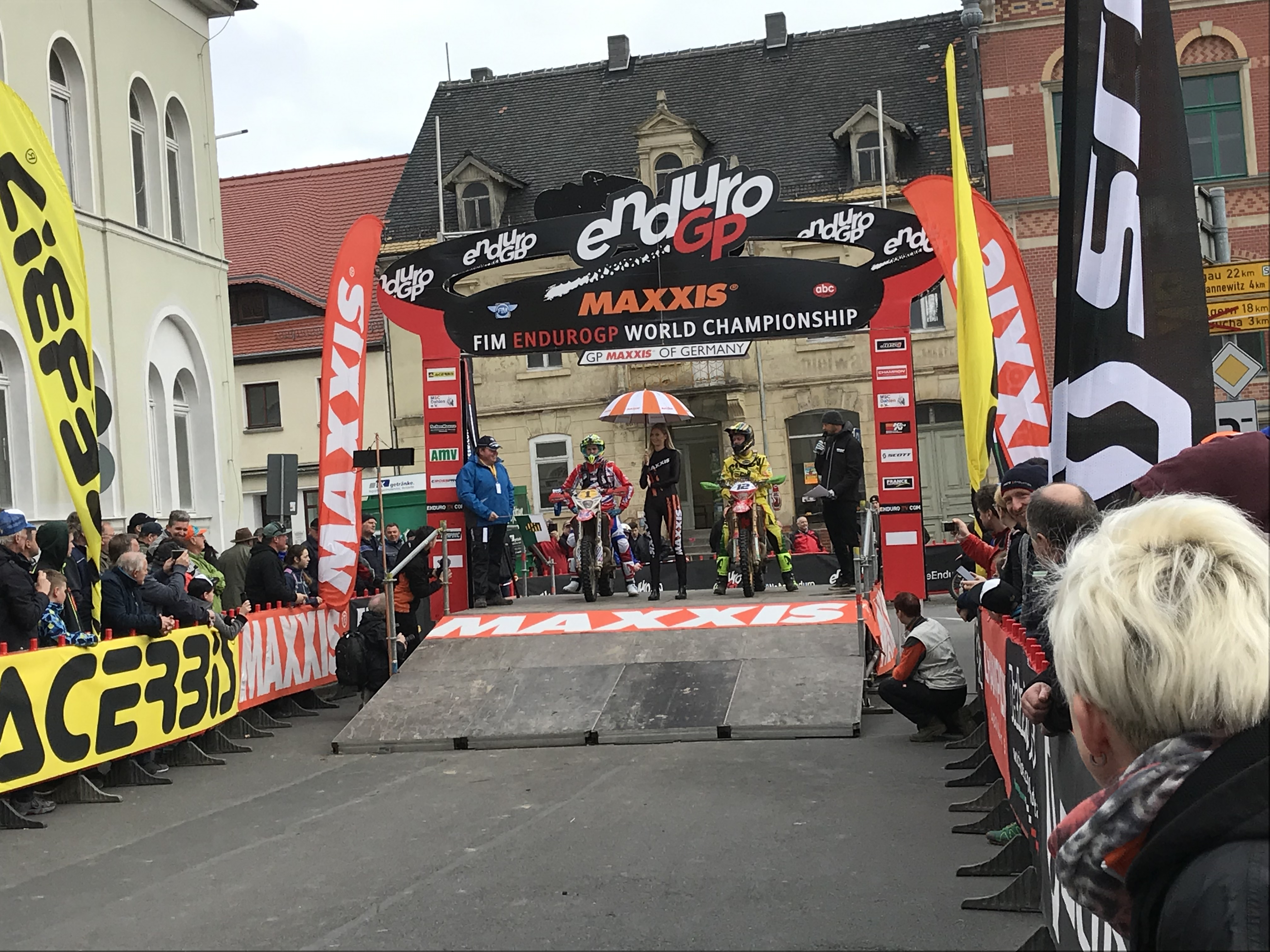
Start auf dem Marktplatz Dahlen (WM-Lauf 2019)

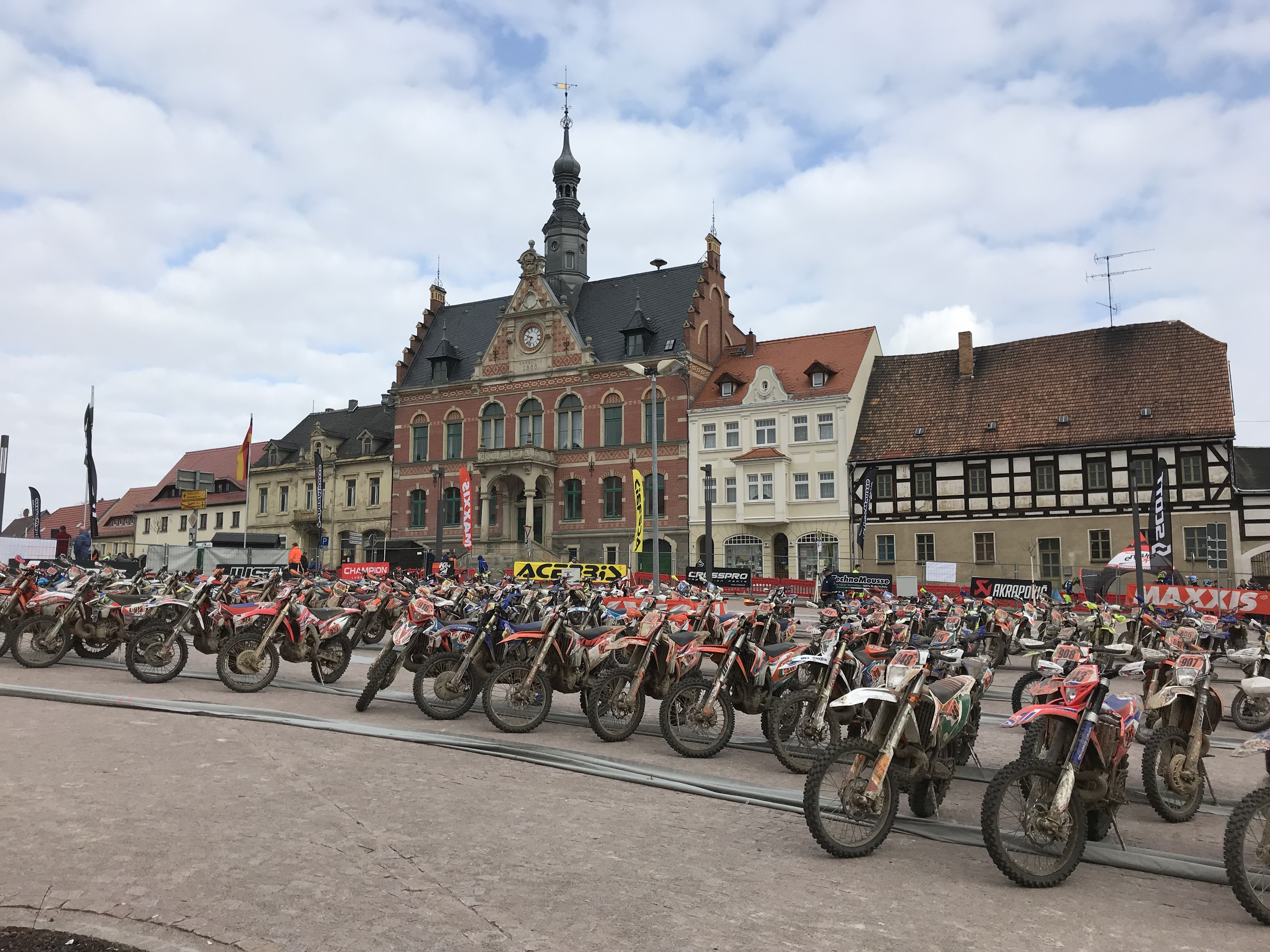
Der Parc fermé auf dem Marktplatz (WM-Lauf 2019)

In den Anfangsjahren wurde ausgehend von Oschatz ein Kurs rund um den Collmberg im südlichen Teil des Kreises Oschatz gefahren, später verlagerte sich die Streckenführung in Richtung Wermsdorfer Forst und Dahlener Heide. Zu Beginn der 1960er-Jahre etablierte sich die Stadt Dahlen als Veranstaltungszentrum.
Im Jahr 1963 war die Veranstaltung erstmals ein Lauf zur DDR-Meisterschaft im Geländesport. Gleichzeitig wurde Start und Ziel auf dem Dahlener Markt festgelegt, was seither unverändert beibehalten wird. Auch der Parc fermé befindet sich traditionell auf dem Marktplatz.
1963 gründete sich der MC Dahlen im ADMV, welcher aus einem Stützpunkt des zuvor federführenden MC Oschatz hervorgegangen war, und übernahm die Organisation. Im Jahr 1969 musste die Veranstaltung aufgrund massiver Sturmschäden in den Wäldern ausfallen, 1975 wurde erstmals die Motocross-Strecke des Vereins auf dem Burgberg Dahlen ins Programm aufgenommen.
Einen Höhepunkt bei Rund um den Collm markierte das Jahr 1986: In Dahlen wurde ein Lauf um den „Pokal für Frieden und Freundschaft der sozialistischen Länder“ mit entsprechender Fahrerbeteiligung ausgetragen.
Nach der politischen Wende 1990 konnte die Veranstaltung vorerst nicht fortgeführt werden. Die Neuauflage folgte 1994 durch den 1992 formierten  MSC Dahlen e.V. im ADAC, der seither Ausrichter der Veranstaltung ist. Auch der Name änderte sich zu „Rund um Dahlen“.
Seit 1996 wird Rund um Dahlen regelmäßig als Wertungslauf zur Deutschen Enduromeisterschaft veranstaltet. Im Jahr 2003 wurde zum ersten und bislang einzigen Mal ein Lauf zur Enduro-Europameisterschaft ausgetragen.
Seit dem Jahr 2013 wird als erste Wertungsprüfung im Rahmen der Gesamtveranstaltung ein Prolog auf kleinerem Raum mit künstlichen Hindernissen ausgetragen. Im gleichen Jahr fiel die Veranstaltung dem Wetter zum Opfer: Angesichts massiver Schneeverwehungen auf der Strecke und für den Fahrtag angekündigtem extremen Frost, weigerten sich Fahrer nachvollziehbar gegen einen Start bei diesen Bedingungen. Der Lauf wurde ersatzlos abgesagt, einzig der Prolog wurde (auf freiwilliger Basis) durchgeführt.
Infolge großer Waldschäden durch Sturmtief Burglind und kurz darauf noch stärker durch Orkantief Friederike im Januar 2018, musste die Veranstaltung für dieses Jahr ersatzlos abgesagt werden.
Im März 2019 war Rund um Dahlen erstmals ein Wertungslauf und gleichzeitig Auftaktveranstaltung zur Enduro-Weltmeisterschaft. Parallel fand auch ein Wertungslauf zur Deutschen Enduromeisterschaft statt.
Aufgrund der Auswirkungen der COVID-19-Pandemie musste die Veranstaltung für 2020 ersatzlos abgesagt werden. Gleiches traf auch für 2021 zu, ein angestrebter Ausweichtermin kam nicht zustande.
Nach den pandemiebedingten Absagen der beiden Vorjahre, wurde Rund um Dahlen am 27. März 2022 wieder ausgetragen. Diesmal ohne den Prolog am Voraband.

## Siegerlisten
| Jahr | Gesamt-Sieger (seit 2002)  |
| ---- | -------------------------- |
| 2024 | Jeremy Sydow, Sherco       |
| 2023 | Jeremy Sydow, Sherco       |
| 2022 | Luca Fischeder, Sherco     |
| 2021 | nicht ausgetragen          |
| 2020 | nicht ausgetragen          |
| 2019 | Steve Holcombe, Beta (a)   |
| 2018 | nicht ausgetragen          |
| 2017 | Dennis Schröter, Husqvarna |
| 2016 | Davide von Zitzewitz, KTM  |
| 2015 | Dennis Schröter, Husqvarna |
| 2014 | Marcus Kehr, Sherco        |
| 2013 | nicht ausgetragen          |
| 2012 | Marco Neubert, KTM         |
| 2011 | Marcus Kehr, KTM           |
| 2010 | Marcus Kehr, KTM           |
| 2009 | Marcus Kehr, KTM           |
| 2008 | Marcus Kehr, KTM           |
| 2007 | Marcus Kehr, KTM           |
| 2006 | Marcus Kehr, KTM           |
| 2005 | Marcus Kehr, KTM           |
| 2004 | Anders Eriksson, Husqvarna |
| 2003 | Sascha Eckert, KTM (a)     |
| 2002 | Anders Eriksson, Husqvarna |

| Jahr | Prolog-Sieger (seit 2013)   |
| ---- | --------------------------- |
| 2024 | nicht ausgetragen           |
| 2023 | nicht ausgetragen           |
| 2022 | nicht ausgetragen           |
| 2021 | nicht ausgetragen           |
| 2020 | nicht ausgetragen           |
| 2019 | Blake Gutzeit, Husqvarna    |
| 2018 | nicht ausgetragen           |
| 2017 | Marco Neubert, KTM          |
| 2016 | Fabien Planet, Sherco       |
| 2015 | Jonathan Rossé, Yamaha      |
| 2014 | Derrick Görner, Husqvarna   |
| 2013 | Pascal Springmann, Husaberg |